# Profeti dell'islam
I profeti dell'islam (in arabo ﻧﺒﻲ‎?, nabi, pl. anbiyāʾ) sono uomini inviati da Allah per additare all'umanità la via della salvezza. Sono descritti nel Corano e dalla tradizione letteraria dei musulmani. Nell'islam tutti (compresi Gesù e Maometto) sono considerati esclusivamente e del tutto uguali di fronte ad Allah (Dio).

## Descrizione
La tradizione islamica insegna che i profeti sono inviati da Dio ad ogni nazione. Nell'islam è stato infine inviato - dopo Hud, Salih e Shuʿayb - Muhammad, al fine di portare una volta per tutte il messaggio divino a tutta l'umanità, mentre altri profeti sarebbero stati inviati per portare un messaggio a specifici gruppi o nazioni.
Diversamente dal giudaismo e dalla cristianità, l'islam distingue tra messaggeri di Dio (rasul) e profeti (nabī). Entrambi sono portatori della rivelazione (Wahi) "ispirata divinamente". I messaggeri sono portatori del messaggio divino per una specifica comunità attraverso un libro.
- Mentre tutti i "rasūl" (messaggeri) sono "nabī", non tutti i "nabī" (profeti) sono "rasūl".[2][3][4]

Tutti i messaggeri, e alcuni dei profeti, sono menzionati nel Qur'an, ma di un gran numero di essi s'ignorano opere e nomi, come dimostrato dalla credenza islamica che nell'area compresa tra la Kaʿba e il muretto semicircolare, detto hatīm, sarebbe sepolto un gran numero d'inviati divini, del tutto ignoti però alla storia redatta dagli uomini.
Per i musulmani il primo nabī è stato Adamo, mentre il primo rasūl è stato Noè.
ʿĪsā (Gesù) è nato da una vergine sia per l'islam che per la cristianità, ed è visto come un nabī perché aveva ricevuto la rivelazione da Dio. Anche Gesù è considerato uno dei rasūl, perché Dio gli ha rivelato il Vangelo (Injīl). Però, nell'islam si afferma che Dio né ha figli, né è figlio di qualcuno; lo stesso Gesù è considerato un essere umano, pur se di grande carisma e capacità taumaturgica.
Quattro dei cinque profeti più importanti (Abramo, Mosè, Gesù, Maometto) e Davide hanno forgiato i libri sacri dell'islam e i loro insegnamenti valgono come legge (Shari'a).

## Tabella dei profeti dell'islam
L'islam annovera 25 profeti ufficiali nel Corano:
| Ordine cron. | Nome              | Arabo                 | Profeta (nabī) | Messagero (rasūl) | Arciprofeta (ʾulu al-ʿazm) | Legge (Shari'a) | Libro sacro                           | Profeta equivalente | Periodo              | Inviati per                             | Note                                                     |
| ------------ | ----------------- | --------------------- | -------------- | ----------------- | -------------------------- | --------------- | ------------------------------------- | ------------------- | -------------------- | --------------------------------------- | -------------------------------------------------------- |
| 1            | Adamo             | آدَم (ʾĀdam)           | V              | V                 |                            |                 |                                       |                     | Eden                 | Mondo intero                            | Primo uomo e padre di tutta l'umanità                    |
| 2            | Idris             | إِدْرِيس (ʾIdrīs)        | V              |                   |                            |                 |                                       | Enoch ?             | -                    | (Alcuni studiosi riferiscono Babilonia) |                                                          |
| 3            | Noè               | نُوح (Nūḥ)             | V              | V                 | V                          | V               |                                       |                     | Diluvio universale   | Popolo di Noè                           |                                                          |
| 4            | Hud               | هُود (Hūd)             | V              | V                 |                            |                 |                                       |                     | 2400 A.C.            | Tribù di ʿĀd                            |                                                          |
| 5            | Salih             | صَالِح (Ṣāliḥ)          | V              | V                 |                            |                 |                                       |                     | -                    | Popolo dei Thamudeni                    |                                                          |
| 6            | Abramo            | إِبْرَاهِيم (ʾIbrāhīm)    | V              | V                 | V                          | V               | Ṣuḥuf ʾIbrāhīm("Pergamene di Abramo") |                     | -                    | Popoli dell'Iraq e della Siria          | Costruttore della Kaʿba                                  |
| 7            | Lot               | لُوط (Lūṭ)             | V              | V                 |                            |                 |                                       |                     | -                    | Sodoma e Gomorra                        |                                                          |
| 8            | Ismaele           | إِسْمَاعِيل (ʾIsmāʿīl)    | V              | V                 |                            |                 |                                       |                     | -                    | Arabia preislamica (La Mecca)           | Fondatore del popolo arabo                               |
| 9            | Isacco            | إِسْحَاق (ʾIsḥāq)        | V              |                   |                            |                 |                                       |                     | -                    | Cananea                                 | Fondatori del popolo israelita                           |
| 10           | Giacobbe          | يَعْقُوب (Yaʿqūb)        | V              |                   |                            |                 |                                       |                     | -                    | Dodici tribù di Israele                 | Fondatori del popolo israelita                           |
| 11           | Giuseppe          | يُوسُف (Yūsuf)          | V              | V                 |                            |                 |                                       |                     | -                    | Egitto                                  |                                                          |
| 12           | Giobbe            | أَيُّوب (ʾAyyūb)         | V              |                   |                            |                 |                                       |                     | -                    | Edom                                    |                                                          |
| 13           | Shu'ayb           | شُعَيْب (Shuʿayb)        | V              | V                 |                            |                 |                                       | Ietro               | -                    | Madian                                  |                                                          |
| 14           | Mosè              | مُوسَىٰ (Mūsā)           | V              | V                 | V                          | V               | La Tawrah e le tavole della legge     |                     | XV-XIII sec. A.C.    | Antico Egitto                           | Riportò l'esodo in Palestina                             |
| 15           | Aronne            | هَارُون (Hārūn)         | V              | V                 |                            |                 |                                       |                     | -                    | Antico Egitto                           |                                                          |
| 16           | Davide            | دَاوُۥد \ دَاوُود (Dāūd)  | V              | V                 |                            |                 | Zabur                                 |                     | 1000 A.C. - 971 A.C. | Gerusalemme                             | 2º re d'Israele                                          |
| 17           | Salomone          | سُلَيْمَان (Sulaymān)     | V              |                   |                            |                 |                                       |                     | 971 A.C. - 931 A.C.  | Gerusalemme                             | 3º re d'Israele e costruttore del primo Tempio           |
| 18           | Elia              | إِلْيَاس (ʾIlyās)        | V              | V                 |                            |                 |                                       |                     | -                    | Israeliti                               |                                                          |
| 19           | Eliseo            | ٱلْيَسَع (Alyasaʿ)       | V              |                   |                            |                 |                                       |                     | -                    | Israeliti                               |                                                          |
| 20           | Giona             | يُونُس (Yūnus)          | V              | V                 |                            |                 |                                       |                     | -                    | Ninive                                  |                                                          |
| 21           | Dhu l-Kifl        | ذُو ٱلْكِفْل (Ḏū l-Kifli) | V              |                   |                            |                 |                                       | Ezechiele ?         | -                    | -                                       |                                                          |
| 22           | Zaccaria          | زَكَرِيَّا (Zakariyyā)     | V              |                   |                            |                 |                                       |                     | -                    | Gerusalemme                             |                                                          |
| 23           | Giovanni Battista | يَحْيَىٰ (Yaḥyā)          | V              |                   |                            |                 |                                       |                     | -                    | Gerusalemme                             |                                                          |
| 24           | Gesù              | عِيسَىٰ (ʿĪsā)           | V              | V                 | V                          | V               | Injil                                 | Gesù                | 4 A.C. - Ancora vivo | Israeliti                               | Il messia (Mahdi), l'unico in grado di compiere miracoli |
| 25           | Maometto          | مُحَمَّد (Muḥammad)       | V              | V                 | V                          | V               | Quran                                 |                     | 570 - 632            | Mondo intero e Jinn                     | Fondatore dell'Islam; sigillo dei profeti                |

### Riferimenti al Corano
1. ↑  (EN) The Noble Quran, su Quran.com. URL consultato il 31 marzo 2023.
2. ↑  Corano 2:31
3. ↑  Corano 19:56
4. 1 2 3 4 5 6 7  Corano 6:89
5. ↑  Corano 26:125
6. ↑  Corano 26:143
7. ↑  Corano 19:41
8. ↑  Corano 6:86
9. ↑  Corano 19:54
10. 1 2  Corano 19:49
11. 1 2  Corano 4:89
12. ↑  Corano 26:178
13. ↑  Corano 20:47
14. ↑  Corano 19:53
15. ↑  Corano 21:85-86
16. ↑  Corano 3:39
17. ↑  Corano 19:30
18. ↑  Corano 33:40